# Вистурс, Эд
Э́дмунд (Эд) Ви́стурс (англ. Edmund "Ed" Viesturs, род. 22 июля 1959 года) — один из самых известных американских альпинистов, единственный американец, покоривший 14 восьмитысячников.

## Детство и юность
Родился в семье немецко-латышского происхождения. Альпинизмом увлекся в старших классах школы, прочитав книгу «Аннапурна: первый восьмитысячник» Мориса Эрцога. В 1977 году поступил в Вашингтонский университет и переехал в г. Сиэтл, где зимой 1978 года совершил своё первое восхождение на гору Рейнир. В 1981 году получил степень бакалавра в области зоологии и нанялся гидом в фирму Rainier Mountaineering, Inc. В 1987 году получил степень доктора ветеринарной медицины в Университете штата Вашингтон.